# 莫鲁杜皮拉尔
莫鲁杜皮拉尔是巴西米纳斯吉拉斯州的一个市镇。总面积476.473平方公里，总人口3474人，人口密度7.3人/平方公里。